# Alfonso W. Quiroz
Alfonso Walter Quiroz Norris (Lima, 4 de octubre de 1956-Nueva York, 2 de enero de 2013) fue un historiador y profesor peruano. Especialista en temas de la historia económica e institucional peruana y latinoamericana.

## Biografía
Nacido en Lima en 1956, fue hijo de Alfonso Quiroz Muñoz y Edith Norris Zanelli. Realizó sus estudios escolares en el Markham College de Lima y cursó estudios superiores en la Pontificia Universidad Católica del Perú, donde obtuvo el bachillerato en Historia con una tesis sobre la deuda interna peruana (1980). En la Universidad de Columbia realizó una maestría (1981) y un doctorado (1986) bajo la guía de Herbert S. Klein y Kenneth Maxwell.
Estuvo casado con la también historiadora Mónica Ricketts Sánchez-Moreno, hija del político y periodista Patricio Ricketts. La pareja tuvo dos hijos. 
En 1985, ingresó a la docencia como profesor asistente del Bowdoin College, en Maine, y, al año siguiente, pasó con el mismo puesto en la cátedra de Historia latinoamericana y caribeña al Baruch College de la Universidad de la Ciudad de Nueva York (CUNY). Entre 1989 y 1993 fue sucesivamente investigador y profesor visitante en el St Anthony's College de Oxford, el Archivo de Indias de Sevilla, la Universidad Libre de Berlín y la Universidad de Alcalá de Henares. En 1994, fue nombrado profesor principal del departamento de Historia de la Universidad de la Ciudad de Nueva York, luego miembro de su departamento doctoral, y en el 2000 miembro de uno de sus centros de investigación, el Bildner Center, desde el que dirigió como editor el "Proyecto Cuba". Trabajó en el Departamento de Asuntos Económicos y Sociales de las Naciones Unidas entre 1995 y 1996 y fue también profesor e investigador de la Universidad de Columbia (1997) y del Centro Wilson (2002-2003), respectivamente.
Fue becario del Social Science Research Council de Nueva York, el Banco de España, el Rockefeller Archive Center, el Programa Fulbright-Hays, la Alexander von Humboldt Stiftung y del Programa Robert S. McNamara del Banco Mundial. Además, recibió el Lydia Cabrera Award y había sido fellow de la John Simon Guggenheim Foundation.
En 2008 lanza Corrupt Circles, un libro que marcó un antecedente en la investigación de la corrupción en el territorio peruano, que fue relanzado póstumamente en español como Historia de la corrupción en el Perú.
Quiroz falleció de cáncer en enero del 2013.

## Publicaciones
- La consolidación de la deuda interna peruana, 1850-1858. 1980
- Las actividades comerciales y financieras de la casa Grace y la Guerra del Pacífico, 1879–1890. 1982
- The New Christians and the Spanish American Inquisition. 1982
- Financial institutions in Peruvian export economy and society, 1884-1930. 1986
- Banqueros en conflicto: estructura financiera y economía peruana, 1884-1930. 1989
- Domestic and Foreign Finance in Modern Peru, 1850-1950: Financing Visions of Development. 1993
- Deudas olvidadas: instrumentos de crédito en la economía colonial peruana 1750-1820. 1993
- Reassessing the Role of Credit in Late Colonial Peru: Censos, Escrituras, and Imposiciones. 1994
- Implicit Costs of Empire: Bureaucratic Corruption in Nineteenth-Century, Cuba. 2003
- Cuban Counterpoints: The Legacy of Fernando Ortiz (junto a Mauricio Font). 2004
- The Cuban Republic and José Martí: Reception and Uses of a National Symbol (junto a Mauricio Font). 2006
- Corrupción y hacienda colonial en Cuba, 1800-1868. 2007
- Corrupt Circles: A History of Unbound Graft in Peru. 2008
- Historia de la corrupción en el Perú. 2014